# Crane (Texas)
Crane é uma cidade localizada no estado norte-americano de Texas, no Condado de Crane.

## Demografia
Segundo o censo norte-americano de 2000, a sua população era de 3191 habitantes.
Em 2006, foi estimada uma população de 3044, um decréscimo de 147 (-4.6%).

## Geografia
De acordo com o United States Census Bureau tem uma área de
2,6 km², dos quais 2,6 km² cobertos por terra e 0,0 km² cobertos por água. Crane localiza-se a aproximadamente 785 m acima do nível do mar.

## Localidades na vizinhança
O diagrama seguinte representa as localidades num raio de 48 km ao redor de Crane.